# 協同飼料事件
協同飼料事件（きょうどうしりょうじけん）とは大手飼料メーカー協同飼料の株を巡る事件。
協同飼料の副社長と経理部長が、証券会社支店長ら5人と共謀し、増資の際に約710万株を買い付けて株価をつりあげ、株価の高値維持のため公募直前まで買い支えた。
しかし、この株価操作が世間に発覚し、1973年3月に法人「協同飼料」と協同飼料副社長と同社経理部長と証券会社支店長ら5人の計7人が証券取引法違反と商法違反で起訴された。三証券会社の法人としての処分は起訴猶予となった。
1994年7月、最高裁は変動操作罪、安定操作罪、自己株式取得罪を認め、7人全員の有罪が確定した。最高裁の株価操作に関する重要判例となった。